# Mercury Falling
Mercury Falling je páté studiové album anglického rockového hudebníka Stinga. Bylo vydáno 8. března 1996. Začíná a končí slovy „mercury falling“.

## Seznam skladeb
Autorem skladeb je Sting, pokud není uvedeno jinak.
| Pořadí | Název                                                                         | Délka |
| ------ | ----------------------------------------------------------------------------- | ----- |
| 1.     | The Hounds of Winter                                                          | 5:27  |
| 2.     | I Hung My Head                                                                | 4:40  |
| 3.     | Let Your Soul Be Your Pilot                                                   | 6:41  |
| 4.     | I Was Brought to My Senses                                                    | 5:48  |
| 5.     | You Still Touch Me                                                            | 3:46  |
| 6.     | I'm So Happy I Can't Stop Crying                                              | 3:56  |
| 7.     | All Four Seasons                                                              | 4:28  |
| 8.     | Twenty Five to Midnight (není osažena na původním kanadském/americkém vydání) | 4:09  |
| 9.     | La Belle Dame Sans Regrets (Sting, Dominic Miller)                            | 5:17  |
| 10.    | Valparaiso                                                                    | 5:27  |
| 11.    | Lithium Sunset                                                                | 2:38  |

## Obsazení
- Sting – zpěv, baskytara
- Dominic Miller – kytara
- Vinnie Colaiuta – bicí
- Kenny Kirkland – klávesy
- Branford Marsalis – saxofon
- Andrew Love – saxofon
- Gerry Richardson – Hammondovy varhany v „Let Your Soul Be Your Pilot“
- Tony Walters – zpěv
- Lance Ellington – zpěv
- Shirley Lewis – zpěv
- East London Gospel Choir – zpěv
- Kathryn Tickell – northumberlandské dudy, housle
- B. J. Cole – pedálová steel kytara
- Wayne Jackson – trubka